# Яслинська вулиця
Я́слинська ву́лиця — вулиця у Солом'янському районі міста Києва, місцевість Олександрівська слобідка. Пролягає від Клінічної до Шпильової вулиці.
Прилучається Над'ярна вулиця.

## Історія
Виникла у 1-й чверті ХХ століття, коли на земельній ділянці в Олександрівській слобідці, яка належала київському купцю 1-ї гільдії, підприємцю та доброчинцю Григорію Пантелеймоновичу Гладинюку, розпочалось спорудження дитячого притулку-ясел для немовлят, покинутих батьками. Для забезпечення його всім необхідним Г. П. Гладинюк виділив 60 тисяч рублів та склав заповіт, згідно з яким на його утримання надалі заповідав усі свої капітали. На жаль, побачити притулок Григорію Пантелеймоновичу не судилося: 20 (7) серпня 1911 року він помер у П'ятигорську, де був на лікуванні. Його тіло було перевезено до Києва і поховано на Байковому кладовищі.
У лютому 1913 року Міська Дума постановила розпочати спорудження триповерхового будинку у колишній садибі Г. П. Гладинюка. Було вирішено також створити молочну ферму та посадити фруктовий сад, який було закладено на схилах Протасового яру: завезено велику кількість сортових фруктових дерев (сад у своєму первісному вигляді існував до 1960—70-х років. Поступово сад було знищено, частково, коли дерева викопувались мешканцями прилеглих поселень, а на початку 2000-х років під час будівництва автомобільної дороги, яка з'єднує Солом'янський район з Голосіївським, винищено повністю). Так вулицю, на якій проживали будівельники притулку-ясел, а надалі працівники госпіталю, було названо Яслинською. У цій місцевості на той час це було найзначніше будівництво, якому приділялась увага громадськості.
Закладання притулку-ясел імені Григорія Гладинюка відбулося 30 травня 1914 року, а у вересні 1915 року будівництво було закінчено. Проте через військові дії Першої світової війни притулок так і не було відкрито. Будинок віддали під госпіталь для поранених солдатів. У 1922 році його віддали під Науковий інститут селекції (нині — Інститут цукрових буряків). Вулиця почала активно забудовуватися після війни та на початку 1950-х років. Ділянки під будівництво отримали військовослужбовці, переважно вищого офіцерського складу (С. Р. Джигола, Н. В. Кашуба та ін.), учасники Другої Світової війни, а також працівники Інституту цукрових буряків, Київського інституту туберкульозу (Й. С. Гаврилюк та ін.і). Нині це дві установи: Національний інститут фтизіатрії і пульмонології ім. Ф. Г. Яновського та Національній інститут серцево-судинної хірургії ім. М. М. Амосова), який розташовувався на одному з пагорбів Забайків'я (місцевість, що межує з верхньою частиною Байкового кладовища).
Наприкінці 1950-х років на вулиці налічувалося вже декілька будинків, три з яких були збудовані ще у 1930–1932 роках. У будинку під № 1 мешкав видатний науковець, Герой Соціалістичної Праці, працівник Інституту цукрових буряків М. О. Неговський. Вигляд вулиці почав змінюватися у 1960-х роках зі зміною власників будинків. У 1970-х роках на вулиці було побудовано баню (нині на цьому місці стоїть приватний будинок на чотири сім'ї). Вже на початку XXI століття на вулиці залишилося лише три сім'ї, які оселилися на ній у 1932-му та у 1950—70 роках.

## Будинки та установи
По Яслинській вулиці, 9/7, розташовувалося посольство Ісламської Держави Афганістан.